# Moravská vlajka

Vlajka Moravy, tak jak byla kodifikována v letech 2002–2003, a nejstarší doložený prapor Moravy, dodnes používaný.

Vlajka Jihomoravského kraje. V dolním vlajícím poli je žluto-červeně šachovaná orlice, která tam byla umístěna jako symbol smíření a integrace různých jazykových, náboženských, národnostních skupin žijících historicky na jižní Moravě.

Moravská vlajka je symbol používaný pro reprezentaci Moravy. 
První zobrazení moravského zemského znaku na praporu, neboť ve středověku se prapor odvozoval od znaku, se nachází na markraběcím praporu vyobrazeném v Gelnhausenově kodexu z roku 1407 (stříbrno-červená orlice se zlatou zbrojí a zlatou korunou v modrém poli), první písemný popis je ještě o století starší. Markrabství moravské, země Morava ani země Moravskoslezská si přesto nepořídily vlajku, ani žádným právním aktem nestanovily svou vlajku jako právní subjekt. Vycházelo se z různých historických dokumentů, kreseb a popisů, jejichž používání nemělo žádný právní základ. Ten získala moravská vlajka až v letech 2002 až 2003 udělením znaků a vlajek současným krajům, tedy půl století po zrušení zemského zřízení a zavedení krajského zřízení. Vlajka je kodifikována v horním žerďovém poli vlajek krajů Vysočina, Jihomoravského, Olomouckého a Zlínského a také v horním vlajícím poli vlajek krajů Pardubického a Moravskoslezského a to takto: vlajka je modrá, uprostřed modrého pole je bílo-červeně šachovaná orlice se žlutou korunou a žlutou zbrojí. 
V této podobě byla také v roce 2023 navržena skupinou poslanců v návrhu zákona o zemských znacích a vlajkách.

## Historie
Nejstarší zmínka o moravském praporu (na rozdíl od vlajky pevně spojen s žerdí) a barvách je z kroniky Ottokara Štýrského z přelomu 13. a 14. století. Jedná se o popis bitvy u Kressenbrunnu, která se odehrála 12. července 1260. Znaky Čech a Moravy v kronice Bélovi IV. popsal jeho pobočník Jindřich Preissler. V čele nastupujícího českého vojska jel Přemysl Otakar II., v jehož blízkosti vlál prapor s bílým lvem na červeném sametu a vedle něj prapor s červeno-bíle šachovanou moravskou orlicí.

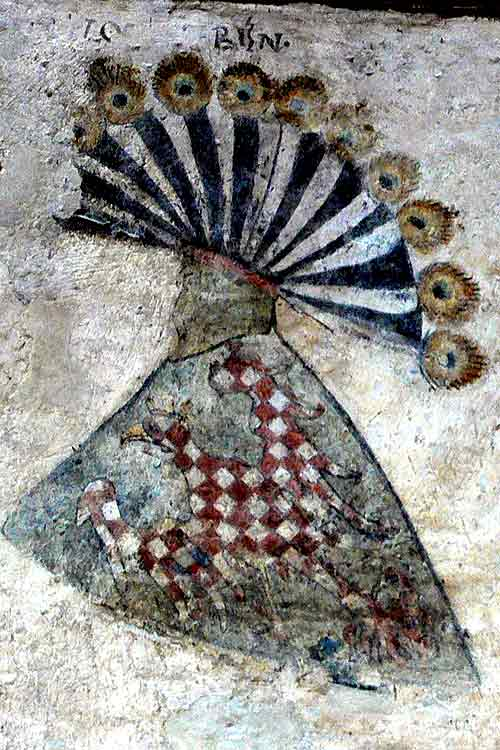
Nejstarší dochované barevné vyobrazení znaku markraběcí Moravy v Gozzoburgu

Vlastimil Brom (Ústav germanistiky, nordistiky a nederlandistiky Filozofické fakulty Masarykovy univerzity v Brně) tyto verše překládá takto:
Své prapory měli také ti,
kteří byli z Moravy:
Šachovanou orlici
červené a bílé barvy
nad nimi bylo vidět docela
vlát ve větru.
Později se barevnost praporu odvozovala od barevnosti heraldického znaku.
Od doby vlády Přemysla Otakara II. reprezentuje markraběte moravského znak stříbrno-červeně šachované orlice se zlatou korunou a pařáty, která hledí vpravo a je umístěna na modrém štítu. 
Původ šachování moravské orlice a jeho tinktur se snažila vysvětlit řada badatelů. 
Nejstarší barevné vyobrazení šachované orlice se nachází v Gozzoburgu, další se objevují na konci 13. a začátku 14. století. Fresková výzdoba sálu hradu Gozzoburg v Kremži byla provedena nejpozději kolem roku 1270 (1269), nebo v souvislosti s nově postavenou Kateřininou kaplí (1267), rozhodně po roce 1262. V sále jsou přítomny znaky Čech, Moravy, Rakous a Štýrska (viz typ jezdecké pečeti Přemysla Otakara II. po korunovaci na krále se čtyřmi znaky zemí, shodnými s Gozzoburgem), ne však znaky Korutan a Kraňska, které Přemysl Otakar II. zdědil v roce 1269.

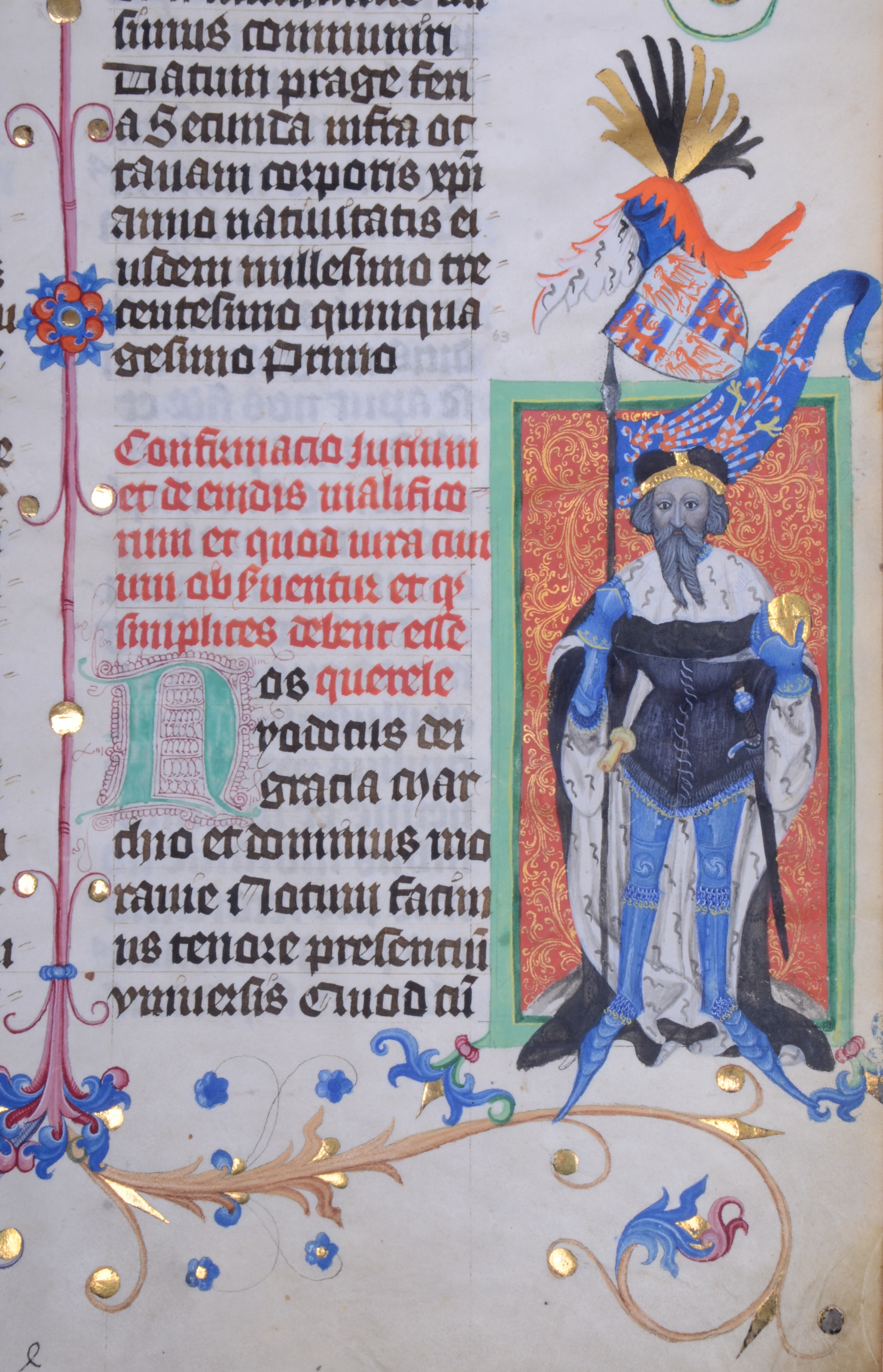
Moravský prapor Jošta Lucemburského v Gelnhausenově kodexu na foliu 63r.

Šachovaná orlice byla za zemský znak Moravy považována nejpozději od lucemburské doby.
Jedním z prvních doložených vyobrazení praporu s moravskou orlicí bylo zobrazení v Gelnhausenově kodexu, na kterém je postava moravského markraběte Jošta Moravského s modrým praporem, na němž je položena moravská bílo-červeně šachovaná orlice se žlutou korunkou a žlutou zbrojí (logicky bez štítu).
Kodex vznikl někdy v poslední třetině 14. až první třetině 15. století.
Erbovní list císaře Fridricha III. vydaný 7. prosince 1462 z podnětu moravského zemského hejtmana a maršálka Českého království Jindřicha z Lipé moravským stavům byl dokument, který za panování Jiřího z Poděbrad změnil původní stříbrnou tinkturu moravské orlice tak, že stříbrná pole šachování změnil na zlatá, čímž vytvořil nový „stavovský“ znak („color albus in glaucum sive aureum transmutetur“ (barva bílá na žlutou neboli zlatou změněna)). Vydání listu je ukázkou vměšování se do vnitřních záležitostí českých zemí, neboť Fridrich III. Habsburský jej udělil moravským stavům jako římský císař. Morava však byla součástí Koruny české a podle zákonů vydaných Karlem IV. k takovému kroku římský panovník neměl pravomoc, protože Morava byla pod přímým panstvím českého krále.
Historicky existovalo několik verzí moravských vlajek, které byly především v průběhu 19. století používány souběžně v dvojí nebo trojí barevnosti, odvozené od tinktur zemského znaku. Podle některých autorů je moravská vlajka bílo-červeno-modrá, v uvedeném pořadí vodorovně pruhovaná. Tato kombinace barev byla vlajkou moravských vlastenců už v 19. století.

## Současnost
Po roce 1918 nebyla moravská vlajka používána. Spontánně se začala objevovat v roce 1989 a to ve dvou hlavních variantách: 
- modrá vlajka s moravskou orlicí,
- vlajka se žluto-červenou bikolórou.

Z iniciativy občanského sdružení Moravská národní obec začala být moravská vlajka vyvěšována po roce 2010 i obcemi. 

### Modrá vlajka s moravskou orlicí

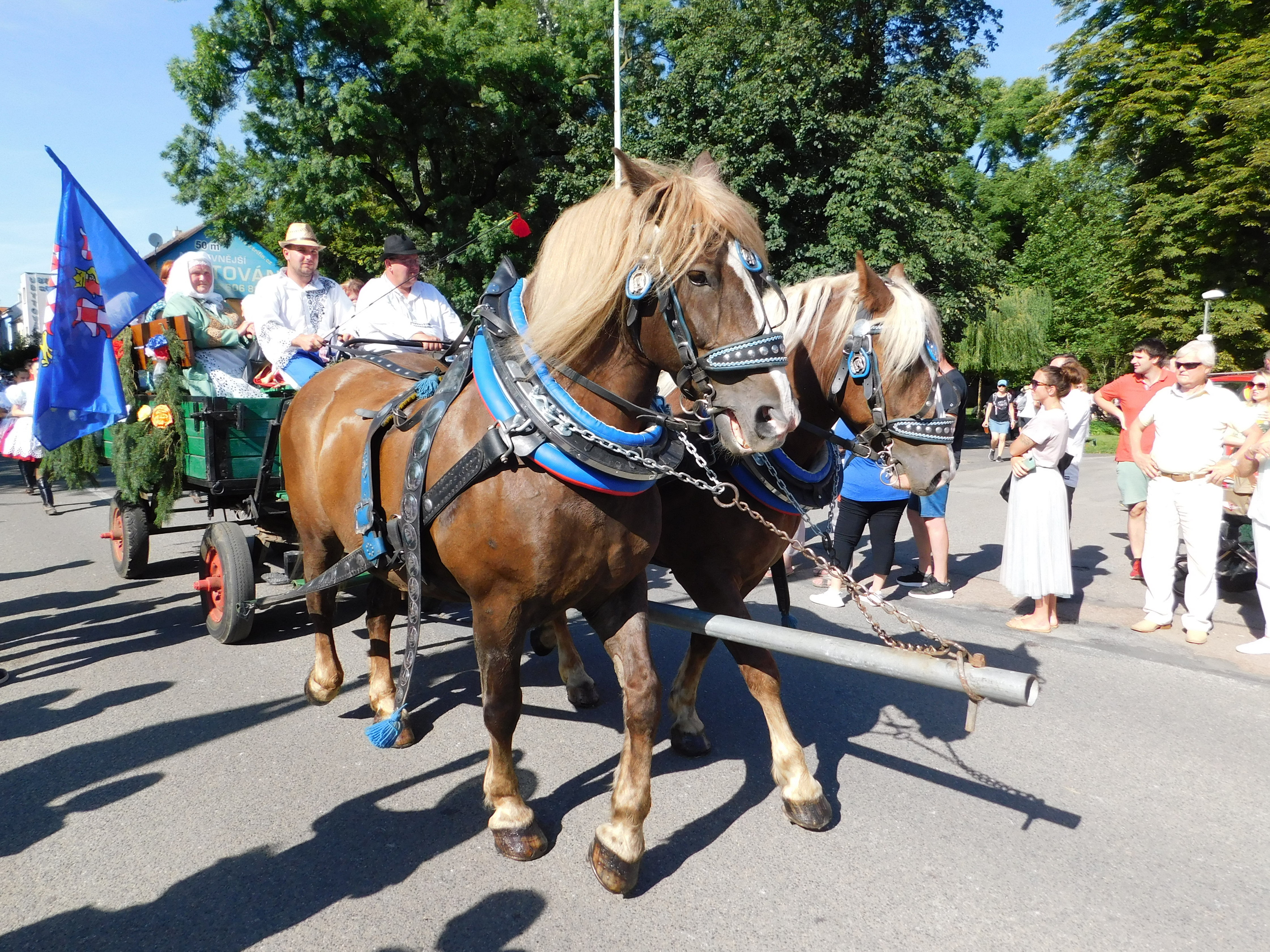
Slovácký rok v Kyjově. Vůz se Šardičany v krojovaném průvodu 12. srpna 2023

V odborném vexilologickém stanovisku k moravské vlajce vydaném 1. června 2013 experty Podvýboru pro heraldiku a vexilologii Poslanecké sněmovny Parlamentu České republiky (podvýbor Výboru pro vědu, vzdělání, kulturu, mládež a tělovýchovu) Zbyškem Svobodou, Pavlem Fojtíkem, Petrem Exnerem a předsedou České vexilologické společnosti Jaroslavem Martykánem se za historicky nejvhodnější moravskou vlajku a prapor považuje její nejstarší doložená podoba, tedy modrý list s bílo-červeně šachovanou orlicí.
V článku Moravská vlajka. Jaká, a jak? 2. část zveřejněném v časopise Vexilologie Pavel Fojtík na otázku, zda může existovat moravská vlajka, odpověděl kladně. Vladimír Růžek se však svým textem Několik poznámek k moravskému praporu zveřejněným v roce 2013 ve stejném časopise staví proti novotvaru vlajky MNO a jeho předobrazu z poloviny 19. století a zároveň za jediný správný považuje historický prapor, a to pro jeho sílu nejstaršího dokladu.
Na otázku, zda je vhodná modrá vlajka Moravy s bíločerveně šachovanou orlicí, „modrá moravská vlajka“, Pavel Fojtík odpověděl, že „nejvhodnější pro Moravu je modrý list s bíločerveně šachovanou korunovanou orlicí se zlatou zbrojí, a to z jednoduchého důvodu. Moravská orlice na vlajce je na Moravě jasně a jednoznačně nejstarším doloženým objektem připomínajícím moravskou státnost tohoto druhu, který je mnohem starší, než v roce 1848 zemským sněmem stanovené barvy žlutá a červená. Jedinečnost vlajky s moravskou orlicí a celosvětová nezaměnitelnost je její zásadní výhodou.“
Tato vlajka je od roku 2014 vyvěšována na budově Nové radnice v Brně.

### Vlajka se žluto-červenou bikolórou

V současnosti používaná verze, která byla pro rozlišení od zákonné vlajky Prahy doplněna štítem s od moravské orlice odlišnou orlicí. Podle odborníků barevně a vexilologicky nesprávná vlajka.

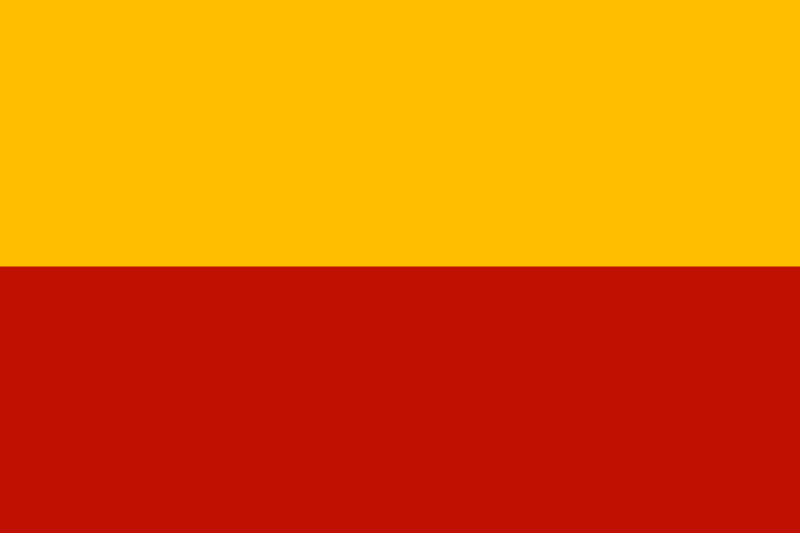
Žluto-červená bikolóra používaná od 19. století, a to především německy hovořícími obyvateli Moravy. V současnosti považovaná některými organizacemi za moravskou vlajku. I tato varianta je předmětem odborné kritiky. Žlutočervenou bikolóru užívá též např. Praha, Varšava, lužickosrbský Baršć, Korutansko, nebo Burgenlandsko. V případě posledně zmíněného má jít údajně o tradiční barvy již od dob Wendů, kteří v Podunají sídlili od 6.–7. století. V České republice žlutočervenou bikolóru kromě Prahy jako vlajku užívají například České Budějovice.

Podoba vyvěšované vlajky (žluto-červené bikolóry, zpravidla se zemským znakem, a to nesprávně žluto-červeně šachovaným) se stala předmětem kritiky ze strany části odborné veřejnosti. 
Podle heraldika Karla Müllera má tato takzvaná moravská vlajka nulový význam a platnost. Müller upozorňuje, že žlutou a červenou barvu obhajovali především německy mluvící Moravané. Ivan Štarha k otázce barevnosti moravské vlajky napsal, že „moravská vlajka byla po více než padesáti letech po zániku Moravy kodifikována v horním žerďovém poli vlajek krajů Vysočina, Jihomoravského, Olomouckého a Zlínského a také v horním vlajícím poli vlajek krajů Pardubického a Moravskoslezského.“ Na těchto vlajkách (i krajských znacích) jsou moravské orlice bílo-červeně šachované.
Archivář a historik Vladimír Růžek zase konstatoval, že vyvěšováním žluto-červené bikolóry by se funkcionáři městské samosprávy vyjadřovali „...nevhodně a neloajálně vůči českému státu neexistující státoprávní uspořádání a příslušnost k neexistujícímu zemskému útvaru.“ Podle jeho názoru „je svébytnost Moravy jako historické země sdostatek vyjádřena ve velkém státním znaku České republiky, kde v druhém poli čtvrceného štítu je historický a správný znak Moravy.“ Růžek dále argumentuje, že červeno-žlutá bikolóra je problematická z řady historických důvodů. Zmiňované znakové privilegium císaře Fridricha III. považuje Růžek za neplatné respektive nesměrodatné vzhledem k tomu, že na základě existujících právních vztahů mohl takové privilegium udělit nebo potvrdit jenom český král jako lenní pán Moravy. Římskému císaři taková kompetence nepříslušela, a to od doby Karla IV. Tento argument potvrzuje také historik Ivan Štarha, když explicitně říká, že „Fridrich III. překročil své pravomoci a jeho privilegium bylo od počátku neplatné.“
Růžek je toho názoru, že v době, kdy vznikal moravský znak (ze kterého se barvy odvozují), tedy v době vlády krále Přemysla Otakara II., byl tento znak odvozen od tinktur znaku českého krále (a království) a vyjadřoval spojitost mezi Moravou a českým králem. S ohledem k těmto okolnostem Růžek dovozuje, že užití červeno-žluté bikolóry vyjadřuje „...více či méně (vědomě či nevědomě) přerušení této státoprávní spojitosti Čech s Moravou a demonstruje se naopak souvislost Moravy se Svatou říší římskou... která měla tendenci považovat Moravu za bezprostřední léno říše...“ Ukazuje rovněž na to, že zlatou barvu prosazovali v 19. století především Moravané německé národnosti, zastoupení dominantně v samosprávných moravských orgánech a podařilo se jim ji prosadit až v roce 1915. Příklon ke zlaté barvě (ve znaku a na vlajce) tedy s sebou nese „vážnou vnitřní symboliku, jíž se vyjadřují i státoprávní stanoviska s patřičnými důsledky,“ připomíná V. Růžek. Růžek adresně tvrdí, že červeno-žlutá bikolóra podporovaná a prosazovaná MNO o.s. fakticky podporuje moravskoseparatistické záměry a vyzývá MNO přehodnotit podobu vlajky, kterou nepovažuje z odborného hlediska za historicky správnou. Další námitkou V. Růžka proti verzi podporované a šířené MNO je skutečnost, že z vexilologického hlediska se znak nekladl na vlajku, což označuje Růžek za „estetický i symbolický nonsens“. Podoba praporu by podle něj měla souznít s historickým znakem, ale také s platným znakem České republiky.

## Chybná tvrzení
Jednou z nesprávných informací, které se v souvislosti s moravskou vlajkou objevují, je tvrzení o zrušení moravské zemské vlajky v souvislosti s přijetím ústavního zákona č. 121/1920 Sb. z 29. února 1920. Tento zákon (Ústava Republiky československé) se ale nezabýval podobou státních symbolů, nebo dokonce zemskými barvami. Byly jím pouze schváleny barvy ČSR: bílá, červená a modrá. A ani zákon č. 252/1920 Sb. z. a n., kterým byla vydána ustanovení o státní vlajce, státních znacích a státní pečeti Československé republiky, takové zrušovací ustanovení neobsahoval. Během debaty ve sněmovně 30. března 1920 o návrhu tohoto zákona nebyl žádným poslancem podán pozměňovací návrh a nikdo nevystoupil, aby zkritizoval tinktury moravské orlice.
Jinou nesprávnou informací je tvrzení o vzniku žlutočervené vlajky dle návrhu Aloise Vojtěcha Šembery. Ten však za moravské barvy označil žlutou, červenou a modrou. Podobně zavádějící je tvrzení, že žlutočervenomodrá trikolóra (vlajka) se užívala od 7. prosince 1462.
V souvislosti s vyvěšením moravské vlajky na budově hejtmanství Jihomoravského kraje za účinkování hejtmana Michala Haška v roce 2010 se objevila zpráva, že „žluto červenou vlajku se znakem orlice schválil Moravský zemský sněm v roce 1848“. Tatáž nesprávná informace byla zopakována i v následujících letech.

## Návrhy úplně nové moravské vlajky
V roce 2011 navrhl Vladimír Olšanský vlajku vycházející z tinktur změněného moravského znaku z roku 1462. Vlajku tvoří žlutá, červená a modrá barva uspořádané do vodorovných pruhů. Na rozhraní žlutého a červeného pruhu Vladimír Olšanský u žerdi umístil změněný znak.
Grafické detaily znaku původního návrhu byly postupem času vícekrát nepatrně pozměněny. Vexilologickým nedostatkem je použití znaku a poměr stran, kterým se vlajka odlišuje od poměru stran vlajky České republiky (2:3). Sám znak je v rozporu se znakem Moravy, který se znaky Čech a Slezska tvoří státní znak České republiky. Tuto vlajku, která byla celkem často k vidění na různých akcích, přijímali někteří Moravané kladně, ale hodně záporně ji vnímala Moravská národní obec.
Později přišel Vladimír Olšanský s několika dalšími návrhy, jimž bylo společné jiné uspořádání žluté, červené a modré. Žlutá a červená barva zůstaly vodorovně a modrá se v podobě žerďového pruhu zaujímajícího třetinu délky listu přemístila k žerdi. Varianty byly odlišeny figurami, např. bíločerveně šachovaná moravská orlice doplněná „cyrilometodějským křížem“ umístěná v modrém pruhu. Pod orlici byl umístěn nápis Morava napsaný hlaholicí. Ve svém druhém a třetím návrhu Vladimír Olšanský upustil od použití pozměněné moravské orlice. V horní polovině modrého pruhu je „cyrilometodějský kříž“ a v dolní polovině pod novotvarem, který představuje cyrilometodějskou tradici, bíločerveně šachovaná moravská orlice. Jeden z návrhů má ve střední části modrého pruhu opět hlaholicí bíle napsáno „Morava“. Všechny tyto návrhy lze chápat jako snahu o nalezení nové podoby moravské vlajky co nejvíce se lišící od stávajících vlajek.
Anketa Kolokvia moravských subjektů konaného 4. února 2012 veřejnosti předložila tři návrhy: 1) žlutočervenou vlajku se znakem, 2)  návrh Mgr. Ing. Milana Horáka – viz poslední obrázek článku, jako vlajku tvořenou bílým, červeným a modrým vodorovným pruhem s bíločerveným moravským orlem na modrém štítu umístěném v 1/3 délky vlajky od stožáru a 3) návrh Vladimíra Olšanského. Anketa měla být ukončena 25. května 2012. Se zdůvodněním mnohokrát opakovaného hlasování z jednoho počítače byl návrh č. 3 20. května vedením Moravského národního kongresu vyřazen. Následně byl po dvou dnech stažen Milanem Horákem jeho návrh, a tak se stalo, že v anketě zůstala jedna vlajka, prosazovaná tradičně Moravskou národní obcí.
Úvahy skupiny kolem Vladimíra Olšanského nad možnou novou vlajkou pokračovaly i poté, když byla v roce 2017 navržena žlutočervenomodrá trikolóra, do jejíhož středu byla dána další varianta pozměněné moravské orlice s roztrženými okovy na nohou, držící pravou nohou meč a levou nohou dvouramenný kříž s písmeny A a S v hlaholici.
Vedle těchto aktivit kladoucích si za cíl nalezení možné nové moravské vlajky, byly zaznamenány i další. Moravskoslezská akademie pro vzdělání, vědu a umění se sídlem v Brně přijala začátkem roku 2008 vlajku tvořenou modrým žerďovým pruhem zabírajícím třetinu délky listu a žlutočerveně čtvrcené pole, jejímž autorem je Jaroslav Nesiba. I tato vlajka byla dále upravována. Měla se stát kompromisním řešením mezi moravskou orlicí a červenozlatě šachovanou orlicí. Tato vlajka je tvořena modrým žerďovým pruhem širokým třetinu délky listu a bíločervenožlutočerveně čtvrcené pole. Znak země Morava byl navržen podobně: korunovaná orlice se zlatou zbrojí a jazykem v modrém poli, pravá polovina orlice je šachována stříbrnočerveně, levá polovina je šachována zlatočerveně. Zároveň byla navržena i vlajka „nejvyššího představitele země Moravy“ (modrý čtvercový list s upravenou orlicí, lem tvořen modrými, bílými, červenými a žlutými plaménky) a podobná vlajka „vyššího představitele země Moravy“ (bez plaménkového lemu).

## Návrh zákona o zemských znacích a vlajkách
Začátkem března 2023 skupina poslanců Parlamentu České republiky (Radek Vondráček, Pavel Blažek, Petr Gazdík, Lucie Šafránková, Marian Jurečka, Vlastimil Válek a další) navrhla přijetí zákona, který by kodifikoval podobu zemských znaků i vlajek. Podle něj by moravská vlajka byla modrá a uprostřed by byla bílo-červeně šachovaná orlice se žlutou korunou a žlutou zbrojí (připuštěna by byla i varianta se zlato-červeným šachováním orlice).
Návrh byl vládou České republiky projednán 5. dubna 2023. Vláda k návrhu zákona o zemských znacích a vlajkách zaujala neutrální stanovisko. V bodě 7 svého stanoviska vláda upozorňuje, že § 2 odstavec 3 návrhu zákona, na jehož základě může být znak a vlajka Moravy užívána i ve variantě se zlato-červeným šachováním orlice, je v rozporu se znakem Moravy užitým v zákoně č. 3/1993 Sb., o státních symbolech České republiky. Z odborného hlediska nemohou existovat dvě (variantní) moravské orlice. Variantnost není přípustná.
Návrh byl postupně zařazován na nesčetné schůze Poslanecké sněmovny, během nichž však dosud (konec roku 2024) nebyl projednán.

## Galerie moravských vlajek používaných v minulosti

Žluto-červeno-modrá trikolóra byla kompromisním řešením moravských vlastenců, o jehož praktickém naplnění ale téměř chybí zprávy.[36] V roce 1880 moravské místodržitelství údaj o "zlaté-červené-modré" jako zemských barvách, který se objevoval v různých v zemi vydávaných kalendářích, označilo za nesprávný a za moravské zemské barvy považovalo jedině "zlatou-červenou".[69] V rozporu s oficiálním stanoviskem je informace v Dačických listech z roku 1896, podle níž byly pro Moravu stanoveny zemské barvy žlutá-červená-modrá, jelikož původní barvy země bílá-červená-modrá byly úřady vykládány jako nepřípustné a zakazovány, protože prý představovaly "všeslovanské" barvy. Zlatá (žlutá), červená a modrá jsou s odkazem na zlatočerveně šachovanou orlici vyjmenovány jako moravské zemské barvy Matoušem Václavkem v Úvodu do zeměpisu markrabství Moravského z téhož roku.[70][71]
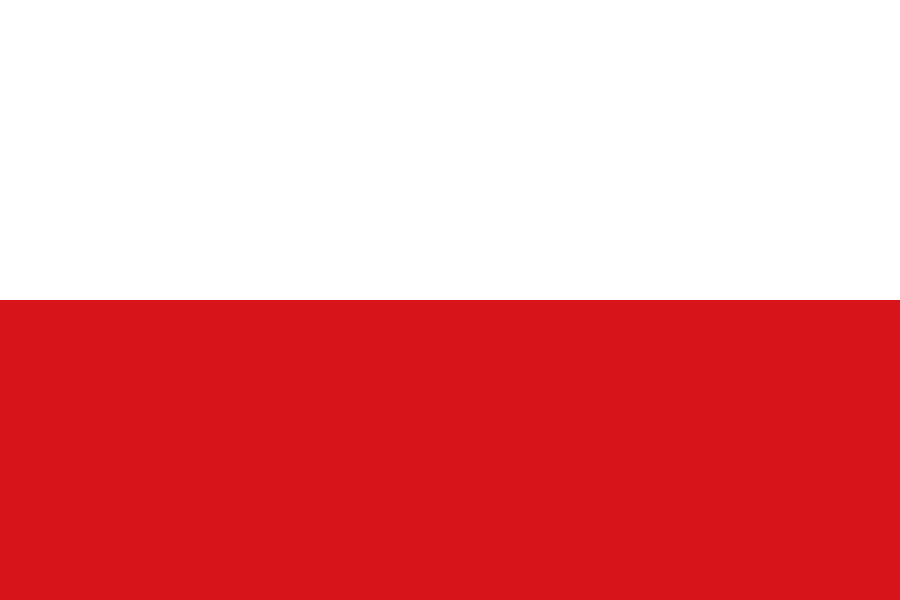
Bílo-červená bikolóra. Bílo-červená i červeno-bílá varianta českého zemského praporu se údajně měly ve 2. polovině 19. století rozšířit i za hranice Českého království do Markrabství moravského, které nebylo součástí Českého království. Zde se s oběma bikolórami setkáváme vedle panslovanských trikolór a žluto-červeného/červeno-žlutého praporu. Nicméně na Moravě se podle autora článku Prapor země České prý nemá jednat o demonstraci moravské zemské příslušnosti, ale o projev české národní sounáležitosti. Proti takto přísnému výkladu však stojí doklady svědčící o užití barev moravského znaku na bikolóře a trikolóře a vnímání bílo-červené/červeno-bílé a modré jako zemských barev.
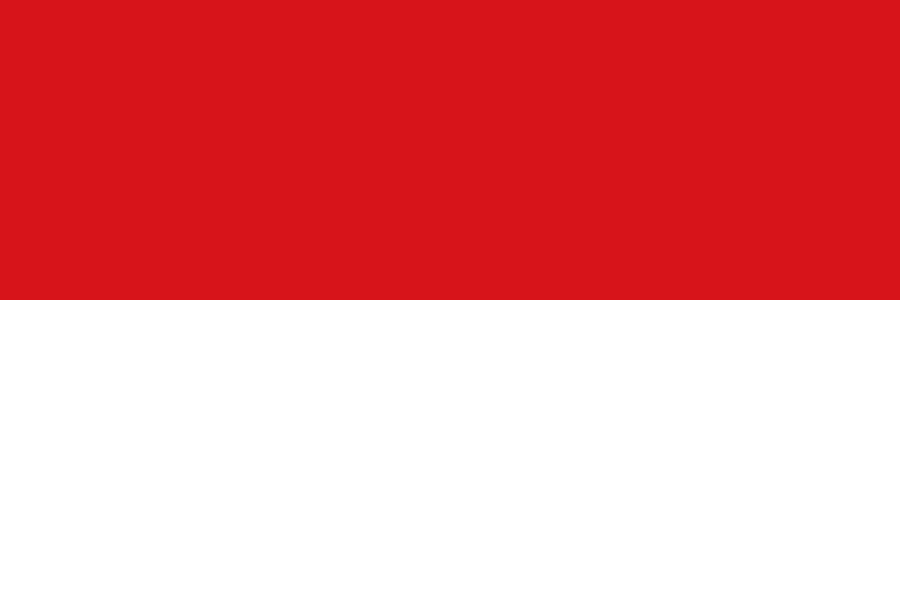
Červeno-bílá bikolóra.
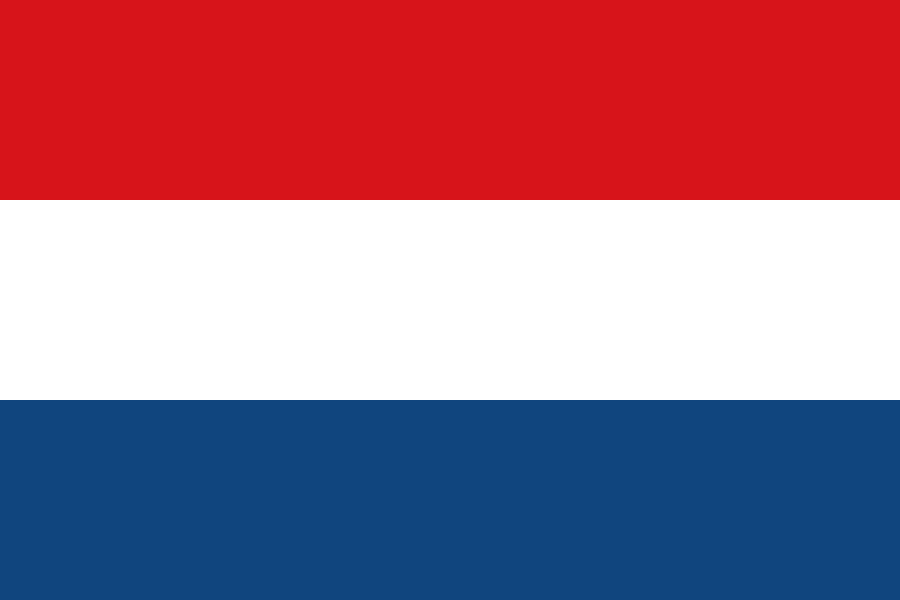
Červeno-bílo-modrá trikolóra používaná ve 2. polovině 19. století a na začátku 20. století.
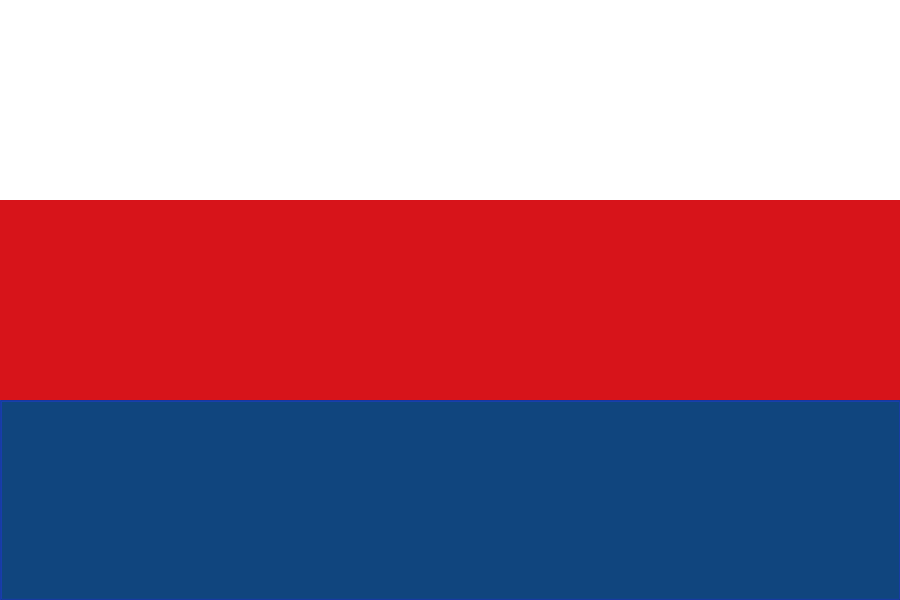
Jedna z verzí vlajky Moravy v podobě bílo-červeno-modré trikolóry. Používali ji údajně zástupci česky mluvících Moravanů na Slovanském sjezdu v roce 1848.[78] V tomto pořadí zemské barvy uvádí zpráva z roku 1896 v Dačických listech.
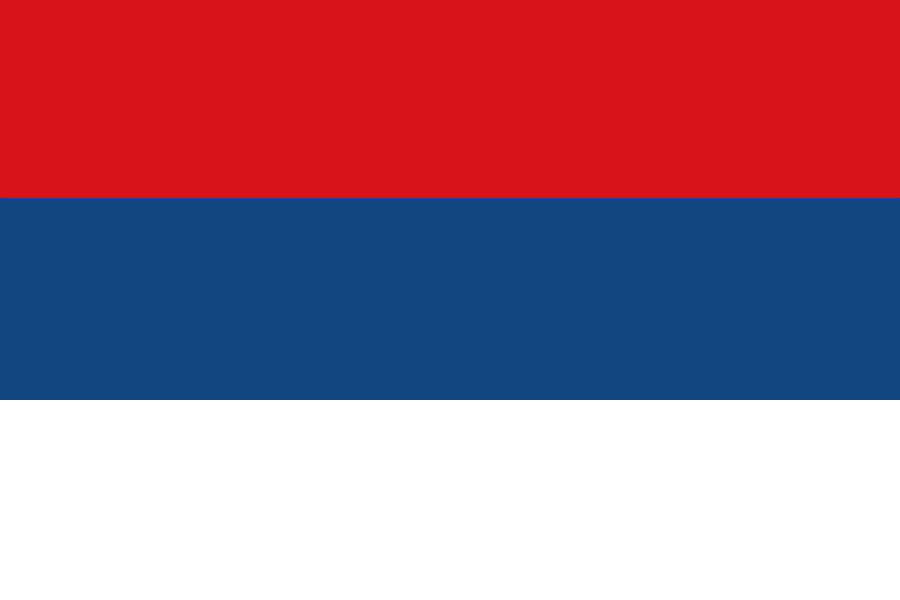
Červeno-modro-bílá verze vlajky Moravy z 2. poloviny 19. a začátku 20. století. Na přelomu dubna a května roku 1848 měly být poprvé vyvěšeny slovanské prapory v Kroměříži.
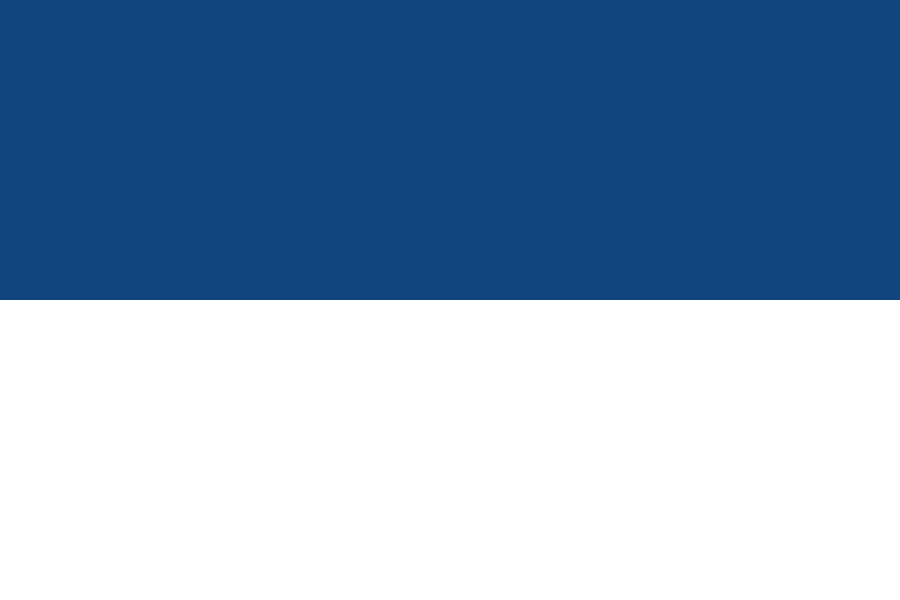
Modro-bílý historický prapor doložený ve zprávě z roku 1611.
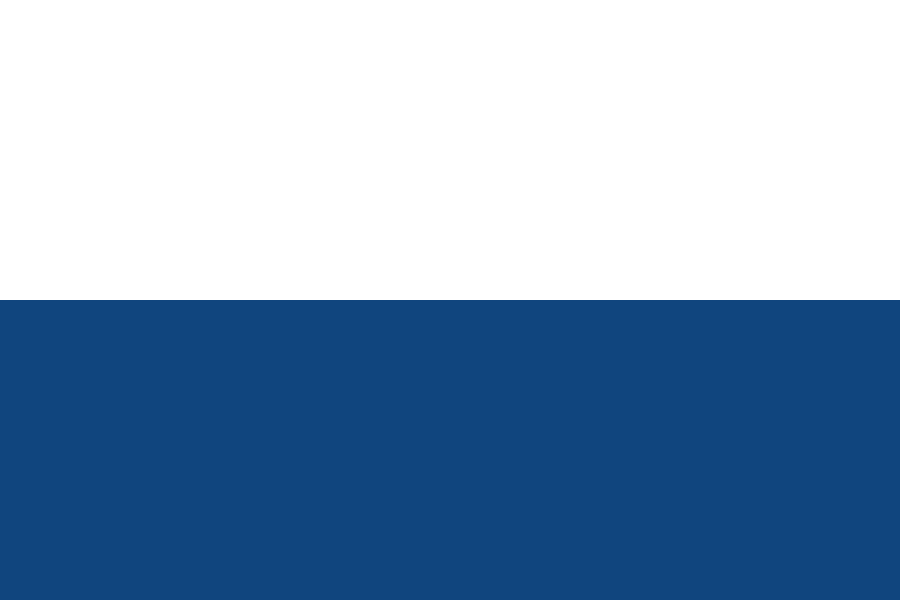
Bílo-modrý historický prapor doložený ve zprávě z roku 1611.

## Moravská vlajka na vlajkách krajů

Vlajka Pardubického kraje
Vlajka kraje Vysočina
Vlajka Olomouckého kraje
Vlajka Moravskoslezského kraje
Vlajka Zlínského kraje